# Der große Liebhaber
Der große Liebhaber ist eine US-amerikanische Filmkomödie aus dem Jahr 1949 von Alexander Hall mit Bob Hope und Rhonda Fleming in den Hauptrollen. Der Film wurde von Paramount Pictures produziert
.

## Handlung
In Paris spielt der Unternehmer Williams Karten mit C. J. Dabney. Williams ertappt Dabney beim Falschspiel und wird daraufhin von diesem mit einem Binder erdrosselt. Der amerikanische Detektiv Higgins ist auf der Spur des Serienmörders Dabney. Der Knoten im Binder um Williams Hals ist Dabneys Markenzeichen. Higgins kann seine französischen Kollegen überzeugen, mit der Verhaftung zu warten, bis man den Mörder auf frischer Tat ertappt.
Dabney kommt die Idee, mit Hilfe eines ahnungslosen Komplizen neue Betrugsopfer zu finden. In dem Reporter Freddie Hunter glaubt er, den Richtigen gefunden zu haben. Freddie ist im Auftrag seiner Zeitung unterwegs, um über die Frankreichreise einer Gruppe Pfadfinder zu berichten. Per Schiff soll es zurück nach Amerika gehen. Zu den Passagieren gehören Herzogin Alexandria und ihr Vater, der Großherzog Maximilian. Dabney hat sich mit Freddie angefreundet und bietet ihm an, ihn mit den Adeligen bekannt zu machen. Freddie wird vom Pfadfinderführer Stanley Wilson beim Rauchen erwischt und ermahnt, sich von Tabak, Alkohol und Frauen nach dem Pfadfinderkodex fernzuhalten.
Niemand ahnt, dass Maximilian und Alexandria pleite sind. Sie wollen in den USA Geschäfte tätigen, um wieder zahlungsfähig zu sein. Dabney stellt Freddie den beiden vor und gibt ihn als Millionär aus. Freddie ist von der Herzogin angetan und nach einigen Gläsern Champagner erwidert sie sein Flirten. Freddie ahnt nichts von Dabneys Plänen. Die Pfadfinder wollen ihn zudem bestrafen, weil er mit dem Champagner erneut gegen den Kodex verstoßen hat, doch Freddie kann  sich durchsetzen. Tommy ist der einzige der Pfadfinder, der Freddie mag. Er fordert ihn auf, gegenüber Alexandria ehrlich zu sein.
Schon bald hat Freddie herausgefunden, dass Alexandria genauso mittellos wie er selber ist. Bei einem Kartenspiel bemerkt er, dass Dabney das Spiel zu seinen Gunsten manipuliert. Freddie konfrontiert Dabney und läuft Gefahr, das nächste Mordopfer zu werden. Doch in diesem Augenblick betritt Higgins den Raum. Zwar gibt er sich nicht als Detektiv zu erkennen, doch er kann  Freddie vor Dabney warnen. Kurz darauf wird Higgins von Dabney getötet, der dessen Tagebuch mit allen Einzelheiten über ihn stiehlt. Dann bezeichnet er Freddie als Hochstapler, womit Alexandria ihn vor den Pfadfindern konfrontiert. Freddie entkommt den Jungen, indem er vorgibt, über Bord zu fallen. Dabney ist misstrauisch und fordert die Pfadfinder auf, Freddie zu suchen. Tommy findet ihn im Hundezwinger bei Alexandrias Hund. Tommy holt die Herzogin, die die Wahrheit über Dabney erfährt.
Während Freddie, auf der Flucht vor den Pfadfindern, auf dem Anker sitzt und so verborgen ist, da er außen an der Schiffswand hängt, sucht Alexandria Dabneys Kabine auf. Dabney nimmt sie gefangen und will sie ermorden. In dem Moment wird der Anker gelöst und Freddie hängt an ihm auf der Höhe des Kabinenfensters. Freddie verhindert den Mord, indem er durch das Fenster kracht. Dabney wird von Schiffsoffizieren festgenommen. Als das Schiff im Hafen anlegt, umarmen sich Freddie und Alexandria, womit Freddie erneut gegen den Kodex verstößt.

## Produktion

### Hintergrund
Gedreht wurde der Film vom 27. Oktober bis zum 22. Dezember 1948 in den Paramount-Studios in Hollywood.

### Stab
Hans Dreier und Earl Hedrick oblag die künstlerische Leitung. Sam Comer und Ross Dowd waren für das Szenenbild zuständig, Edith Head für die Kostüme, Wally Westmore, Charles Berner und Karl Silvera für das Maskenbild. Farciot Edouart und Gordon Jennings sorgten für die Spezialeffekte.

### Besetzung
In kleinen nicht im Abspann erwähnten Nebenrollen traten Jack Benny, Fritz Feld, Louis Mercier, Torben Meyer, Ernö Verebes auf.

### Musik
Leo Shuken, Sidney Cutner und Charles Bradshaw leiteten das Orchester.
Die im Film gespielten Songs Lucky Us und A Thousand Violins stammten von Jay Livingston und Ray Evans.

## Synchronisation
| Rolle                 | Schauspieler   | Deutscher Synchronsprecher |
| --------------------- | -------------- | -------------------------- |
| Freddie Hunter        | Bob Hope       | Georg Thomalla             |
| Herzogin Alexandria   | Rhonda Fleming | Margot Leonard             |
| C. J. Dabney          | Roland Young   | Hugo Schrader              |
| Großherzog Maximilian | Roland Culver  | Klaus Miedel               |
| Tommy O’Connor        | Gary Gray      | Torsten Sense              |
| Higgins               | Jim Backus     | Lothar Blumhagen           |
| Diener                | Sig Arno       | Toni Herbert               |
| Kellner               | Paul Bryar     | Harald Juhnke              |

Anmerkung: Die kursiv geschriebenen Namen sind Rollen und Darsteller, die nicht im Abspann erwähnt wurden.

## Veröffentlichung
Die Premiere des Films fand am 23. November 1949 statt. In der Bundesrepublik Deutschland wurde er am 31. Juli 1977 im deutschen Fernsehen ausgestrahlt.

## Kritiken
Der Filmkritiken-Aggregator Rotten Tomatoes hat in einer Auswertung 500 User-Kritiken ein Publikumsergebnis 64 Prozent positiver Bewertungen ermittelt.
Das Lexikon des internationalen Films schrieb: „Anspruchslose Lustspiel-Unterhaltung in einer gediegenen Inszenierung.“
Der Kritiker der The New York Times befand, der Film sei nicht der beste Film Bob Hopes. Der Film sei nicht ohne lustige Momente, aber es sei offensichtlich, dass Hope doppelt so hart arbeiten müsse, um die Zuschauer bei der Stange zu halten. Es gebe zu wenig Lacher, die den Film zu einer komplett befriedigenden Komödie machen.